# Un homme d'État
Pour plus de détails, voir Fiche technique et Distribution.
Un homme d'État est un film dramatique français réalisé par Pierre Courrège, sorti en 2014.

## Synopsis
Le président de la République française, de droite, Jean-François Vanier, est en grande difficulté pour la prochaine échéance électorale. D'où son projet de tenter une ouverture à gauche…

## Fiche technique
- Titre : Un homme d'État
- Réalisation : Pierre Courrège
- Scénario : Pierre Courrège et François Bégaudeau
- Musique : Mathieu Vilbert
- Montage : Nicole Saunier
- Photographie : Baptiste Magnien
- Décors :
- Costumes : Marie-Joséphine Gracia
- Producteur : Hicham Fassi Fihri, Xavier Plèche et Anaïs Vita
- Production : Lavita Films et Picseyes
- Distribution : MC4 Distribution
- Pays d'origine :  France
- Durée : 91 minutes
- Genre : drame
- Dates de sortie :
  -  Canada : 26 août 2014 (projection au festival de Toronto)
  -  France : 15 juin 2016

## Distribution
- Pierre Santini : Robert Bergman, homme politique de gauche en retrait de la vie politique nationale
- Patrick Braoudé : Jean-François Vanier, président de la République de droite en fin de mandat, candidat à une réélection difficile
- Bruno Solo : Sébastien Leyrac
- François Bégaudeau : Denis Mira
- Jean Benguigui : Michel Tourande, maire de la ville du Gers près de laquelle vit Robert Bergman
- Nicole Valberg : Maria Bergman, épouse de Robert Bergman
- Samia Dahmane : Safia Khalifa, jeune énarque
- Emmanuel Nakach : Alain Daucy, journaliste, amant de Safia

## Production
Le film est tourné en 2011 sur l'idée de Bégaudeau, d'autant que cela est une réminiscence avec l'élection présidentielle de 2012, le président Vanier calqué sur Nicolas Sarkozy. 
Mais en raison d'un conflit financier avec le producteur, laissant des salaires impayés, le film ne sort qu'en 2016,. 